# Дон (Горња Вијена)
Дон (фр. Domps) насеље је и општина у централној Француској у региону Лимузен, у департману Горња Вијена која припада префектури Лимож.
По подацима из 2005. године у општини је живело 146 становника, а густина насељености је износила 11 становника/km². Општина се простире на површини од 13,54 km². Налази се на средњој надморској висини од 585 метара (максималној 666 m, а минималној 413 m).

## Демографија
| 1962. | 1968. | 1975. | 1982. | 1990. | 2011. |
| ----- | ----- | ----- | ----- | ----- | ----- |
| 319   | 274   | 223   | 210   | 172   | 119   |

График промене броја становника у току последњих година